# Cleantioides natalensis
Cleantioides natalensis is een pissebed uit de familie Holognathidae. De wetenschappelijke naam van de soort is voor het eerst geldig gepubliceerd in 1925 door Barnard.